# 平井堅
平井堅（日语：／ Hirai Ken，1972年1月17日—），日本創作歌手。生于日本大阪府东大阪市，在三重县名张市长大，毕业于横滨市立大学商学部。

## 个人资料
- 身高：183cm
- 体重：70kg
- 星座：摩羯座
- 血型：A型
- 國籍：日本
- 學歷：横濱市立大学經濟系畢業
- 喜歡的藝人：唐尼·海瑟威（英语：Donny Hathaway）
- 欣賞的歌手：安室奈美惠、唐尼·海瑟威、南方之星、松田圣子、史提夫·汪达

## 过去事业

### 剛出道階段（1992年—1994年）
在大學時代的平井堅，曾組成一個名為“yaya”的樂團。同时他也在西新宿的“21世紀”Live House裡嘗試兼任駐唱歌手。直至1992年，他参加日本索尼音樂娛樂每年一度舉辦的選秀會，從7500人中脫穎而出，隨即於1993年與Sony Music Records公司簽約，初期仍以作曲編曲為主。直至1995年前都一直沒有推出任何唱片，只曾經每月定期在原宿RUIDO作現場演唱。

### 发展阶段（1995年—1999年）
在1995年5月13日发行了出道首张单曲“Precious Junk”，虽然是作为日剧主题曲发行，但首张单曲在日本Oricon唱片公信榜只获得最高第50位。之后在2000年前再发行了6张单曲，其中大部份都是作为日剧或广告主题曲发行，但成绩却差強人意，其中主要是因為當時平井堅初出道時採取走流行音樂（pop）的路線，在競爭如此激烈的日本藝能界中並不突出。同时在4年间，亦开始了举办多次演唱会，其中包括了个人演唱会“Ken's Bar”。“Ken's Bar”演唱会的形式具有与眾不同的风格（不插电，风格仿效早年在Live House演唱的形式），此种演唱会风格于日本亦是首创，亦深受听众欢迎。与此同时，他亦曾担任DJ、VJ、演员等。

### 转捩点及奠定地位阶段（2000年—2004年）
在2000年平井坚曾陷入唱片销量危机中，由于在2000年前发行的唱片成绩不理想，曾经打算第8张单曲《楽園》销量不理想时转向幕后发展。然而此张单曲却成为转捩点。当年日本乐坛由女歌手宇多田光起开始盛行节奏藍調（Rhythm and Blues）风格歌曲。此時期女歌手在此領域的音樂上雄霸半邊天，而卻未見有男歌手演唱此路線的歌曲。平井堅深感這是他在日本樂壇一舉成名的大好機會，於是單曲《樂園》便成為他以男歌手身份把古典节奏藍調风格带到日本乐坛的試金石。
此曲推出后，瞬即在日本各地电台成为播放率最高的歌曲，在日本Oricon唱片公信榜纪录上首次进入了头10名，并有累计销售额60万张，使平井坚在誉满日本同时，亦引起了东亚乐坛的注目，更被日本傳媒驚艷為平井堅旋風。在日本国内，此曲曾被当时同属日本研音（Ken-On Group）艺能事务所的著名女演员江角真纪子的大力赞赏，并主动要求替此曲的电视广告担任演出，使此曲更为著名，此亦被视为研音的推广策略成功范例。
之后，平井坚所发行的唱片都获得了非常好的成绩。同时，他亦开始进军海外市场，到日本以外地区（台北，纽约等）开过多次演唱会，并于各地都获得良好的评价。在2003年，他在美国纽约“MTV Unplugged Live”上演出，成为首个日本男歌手参加演出。
在2002年发行的单曲《爺爺的古老大鐘》，把他的歌手事业推进到另一个阶段。这首由1876年美国乐曲改编而成的乐曲，在日本Oricon唱片公信榜上连续4个星期获得第一，连续8个星期进入了前10名，累计销售额85万张，成为当年全年单曲销量十大之一。此曲同时在当年再次引起日本乐坛注目，成为当年最受欢迎歌曲之一。
在此之后，他在日本国内己成为首屈一指的男歌手，但他仍然坚持自己的音乐创作路线，还把个人风格演唱会“Ken's Bar”辑录成唱片。同年，他成为有线电视新闻网“MUSIC ROOM”第一位应邀演出的日籍来宾。该节目有2亿3千万人收看。有國外評論大力稱讚平井堅之唱功，並指若平井堅轉而演唱英文歌，必能成功打開歐美市場。只是平井堅一直都堅持以日語作曲填詞，亦一向視日本為自己最重視的市場。
于2004年，作为电影《在世界的中心呼喊愛情》主题曲发行的第二十张单曲《輕閉雙眼》，令平井坚的事业成就升至颠峰。在日本Oricon唱片公信榜，最高排名第2位，累计销售额突破100万，当年全年单曲销量第一。这首歌曲与电影互相呼应，在日本社会形成了社会现象。此曲与此同时令平井坚在亚洲市场的地位進一步提升，被誉为东亚乐坛天王。此曲令平井堅在全亞洲各地走紅，除日本本土外，尤其於中、港、澳、台、韓等地均累積了大量的樂迷。年底，推出的原創大碟《情堅意深》更是攻下榜首，總銷售量突破200萬張，奠定平井堅在樂壇地位。

### 豐收及突破轉型阶段（2005年－2006年）
2005年平井堅出道十周年，舉行全國巡迴演唱會，反應空前。同年年底推出《愛歌成癡 平井堅 十年完全精選》，推出後曾數度缺貨，總銷量衝破250萬張，並成為2006年日本大碟榜全年銷量總冠軍。
2006年平井堅產量比往年大幅減少，但他於2005年尾推出的單曲《POP STAR》大受歡迎，順利登上日本 Oricon 唱片公信榜冠軍位置。此曲之曲風以及平井堅在其音樂錄像的演出被視為平井堅風格轉型的一次大突破。平井堅曾公開表示自己希望成為一個偶像派歌手，衝破實力派歌手的框架。而《POP STAR》和《By(e) My Melody》兩張單曲則可視為平井堅成功轉型的一個極佳例子。亦有評論認為平井堅的轉型，乃是為符合唱片公司的政策與及日本藝能界「當偶像派最能賺錢」的主流趨勢所左右。

### 回歸及穩定發展階段（2007年－2009年）
2007年推出單曲《哀歌》、《就是喜歡你》及《fake star》，回歸以往的平井堅式情歌及舞曲。不過隨著實體唱片市場的萎縮，以及線上數位下載的興起，唱片銷量開始逐年下降，平井堅進入穩定發展的階段。2008年初平井堅推出首張雙A面單曲《Canvas／你・好・棒♥》及睽違4年的原創專輯《流行堅端》，並於日本全國舉行睽違三年的巡迴演唱會。
2009年為紀念＂Ken's Bar＂第15周年，平井堅於全國舉行巡迴演唱會並在5月份發行了第二張翻唱概念專輯《Ken's Bar Ⅱ》及影像專輯《Ken Hirai Films Vol.11 Ken's Bar 10th Anniversary》。接著陸續推出單曲《CANDY》及超過120萬次下載數的《戀上妳》，都取得相當不錯的成績。

### 出道15周年產量逐年減少（2010年－2014年）
2010年平井堅著手慶祝出道15周年，除了在日本展開演唱會外，更是首次到紐約舉辦Ken's Bar演唱會。年底推出了15周年B面歌曲精選輯《愛歌成狂 15年B面歌曲完全精選》以及單曲《Sing Forever》紀念出道15周年和《我愛你》。
2011年平井堅推出單曲《珍愛歲月》作為日劇《仁者俠醫：第二部》主題曲，接著發行睽違三年的原創專輯《JAPANESE SINGER》，攻占公信榜第三名外，更是到睽違10年再度到香港舉辦了專輯發表會。9月份開始於日本國內舉行巡迴演唱會，年底更第8次登上NHK紅白歌唱大賽，演唱年度熱門戲劇主題曲《珍愛歲月》。
2012年到2013年平井堅僅推出一張單曲《告白》及一首數位下載單曲《桔梗之丘》，並在日本各地舉辦大大小小慶祝「Ken's Bar」開店15周年的演出。
2014年平井堅推出首張合作單曲《特異獨行》，邀請到日本天后安室奈美惠跨刀合唱。接著發行第三張翻唱專輯《Ken's Bar Ⅲ》。年底，發行第37張單曲《非愛不可／相同的寂寞》，遠赴印度拍攝音樂錄影帶。

### 出道20周年（2015年－）
2015年平井堅紀念出道20周年，出道日在日本武道館舉行演唱會，除了在日本各大戲院現場轉播外，更首次攻進台灣、香港的戲院。8月發行單曲「唯有妳能鼓動的心跳」。

2016年舉行出道20周年日本全國巡演。連3月發行作品，於5月發行單曲「Plus One／TIME」，6月發行單曲「獻給妳的魔法」，7月發行睽違五年的專輯『THE STILL LIFE』。並在6月25日受邀擔任臺灣第27屆金曲獎的表演嘉賓，與吉他手保卜合作，演唱「獻給妳的魔法」。

## 音樂作品

### 單曲
| 順序 | 發行日期       | 曲名                                                  | 詞曲 | 銷售排行 | 備註 |
| 1st  | 1995年5月13日  | Precious Junk                                         | 作詞：平井堅 作曲：平井堅、山下俊 編曲：Joe Rinoie | 50       | 富士電視台連續劇「奇蹟餐廳」主題歌 c/w「音樂盒」 |
| 2nd  | 1995年6月21日  | 單耳耳機                                              | 作詞：平井堅 作曲：平井堅、山下俊 編曲：羽田一郎、松浦晃久                                                                                                  | －       | 朝日電視台節目「VIDEO JAM」片頭曲 c/w「捉迷藏」 |
| 3rd  | 1995年11月22日 | 側臉                                                  | 作詞：平井堅 作曲：平井堅 編曲：松浦晃久 | －       | 富士電視台「Mezamashi天氣預報」片尾曲、 日本電台節目「All Night Nippon」片尾曲 c/w「鴨子」 |
| 4th  | 1996年8月21日  | 傾盆大雨                                              | 作詞：平井堅 作曲：平井堅 編曲：松浦晃久 | －       | c/w「Go Ahead」 |
| 5th  | 1996年11月1日  | Stay With Me                                          | 作詞：平井堅 作曲：Joe Rinoie 編曲：Joe Rinoie | －       | c/w「Sweet Room」 |
| 6th  | 1997年7月21日  | HEAT UP                                               | 作詞：平井堅 作曲：平井堅 編曲：羽田一郎 | －       | 1997年高中棒球賽直播主題曲 c/w「Catch Ball」 |
| 7th  | 1998年5月30日  | Love Love Love                                        | 作詞：平井堅 作曲：平井堅 編曲：中西康晴、鈴木大 | －       | TBS電視台「愛のヒナ壇」片頭曲 c/w「想變堅強」 |
| 8th  | 2000年1月19日  | 樂園                                                  | 作詞：阿閉真琴 作曲：中野雅仁 編曲：中野雅仁 | 7        | c/w「affair」、「What's Goin' On?」 |
| 9th  | 2000年5月10日  | why                                                   | 作詞：平井堅 作曲：松原憲 編曲： | 8        | c/w「wonderful world」 |
| 10th | 2000年10月18日 | LOVE OR LUST 情慾世界                                 | 作詞：平井堅 作曲：平井堅、松原憲 編曲：中野雅仁 | 6        | c/w「TABOO」 |
| 11th | 2000年12月16日 | even if                                               | 作詞：平井堅 作曲：平井堅 編曲： | 3        | 期間限定發行 c/w「GREEN CHRISTMAS」 |
| 12th | 2001年2月15日  | 奇蹟                                                  | 作詞：平井堅 作曲：平井堅 編曲：Maestro-T | 4        | KIKKOMAN「Triangle」電視廣告曲※本人出演 c/w「TUG OF WAR」 |
| 13th | 2001年5月6日   | KISS OF LIFE                                          | 作詞：平井堅 作曲：平井堅、中野雅仁 編曲：中野雅仁 | 2        | 富士電視台連續劇「愛情革命」主題歌 c/w「CAT」 |
| 14th | 2002年1月30日  | Missin' you ～It will break my heart～                | 作詞：平井堅 作曲：Babyface 編曲：Babyface | 4        | c/w「When Can I See You」`(Babyface翻唱曲) |
| 15th | 2002年5月22日  | Strawberry Sex                                        | 作詞：平井堅、多田塚 作曲：中野雅仁 編曲：中野雅仁 | 13       | HONDA「That's」電視廣告曲 c/w「ex-girlfriend」 |
| 16th | 2002年8月28日  | 古老的大鐘                                            | 詞曲：Henry Clay Work 譯詞：保富康午 編曲：龜田誠治 | 1        | 首張日本公信榜Oricon周榜冠軍單曲（蟬聯4週） NHK 2002年8、9月「大家的歌」、au by KDDI「EZ配信」電視廣告曲、 2003年第75屆選拔高等學校棒球大會開幕式入場曲 c/w「PAUL」                            |
| 17th | 2002年11月7日  | Ring                                                  | 作詞：平井堅 作曲：平井堅 編曲：富田恵一 | 1        | 日本電視台連續劇「心理醫生」主題歌 c/w「somebody's girl」 |
| 18th | 2003年5月8日   | 生命之歌～另一章～                                    | 作詞：平井堅 作曲：平井堅 編曲：龜田誠治 | 3        | 第5張專輯「LIFE is...」Recut單曲 TBS電視台連續劇「帥哥醫生」主題歌、任天堂「Fire Emblem」電視廣告曲 c/w「眨眼之間」NHK開播50周年特別節目「南極計劃」主題曲                                     |
| 19th | 2003年7月30日  | style                                                 | 作詞：平井堅 作曲：康宏南 編曲：OCTOPUSSY | 12       | c/w「signal」、 「You Are The Sunshine of My Life」 SONY攝錄機「Handycam」電視廣告曲 |
| 20th | 2004年4月28日  | 輕閉雙眼                                              | 作詞：平井堅 作曲：平井堅 編曲：龜田誠治 | 2        | 首張年度冠軍單曲，日本公信榜Oricon在榜59週總銷量突破89萬張 東寶電影「在世界的中心呼喊愛情」主題歌 c/w「DESPERADO」KIRIN「LAGER BEER」電視廣告曲※本人出演                                       |
| 21st | 2004年5月19日  | 朋友                                                  | 作詞：平井堅 作曲：平井堅 編曲：松浦晃久 | 5        | 富士電視台連續劇「人生好棒」主題歌 c/w「jealousy」 |
| 22nd | 2004年10月6日  | 在思緒重疊之前…                                       | 作詞：平井堅 作曲：平井堅 編曲：龜田誠治 | 1        | TOYOTA「COROLLA FIELDER」電視廣告曲※本人出演、 富士電視台連續劇「積木崩塌的真相」主題歌 |
| 23rd | 2005年10月26日 | POP STAR                                              | 作詞：平井堅 作曲：平井堅 編曲：龜田誠治 | 1        | 富士電視台連續劇「危險傻大姊」主題歌 c/w「嘆息的車票」大同生命 電視廣告曲 |
| 24th | 2006年6月14日  | By(e) My Melody                                       | 作詞：平井堅 作曲：平井堅 編曲：本間昭光 | 2        | au by KDDI LISMO MUSIC STORE電視廣告曲 c/w「hug」Coca Cola「紅茶花傳」電視廣告曲 |
| 25th | 2007年1月17日  | 哀歌 (ELEGY)                                          | 作詞：平井堅 作曲：平井堅 編曲：龜田誠治 | 5        | 東寶電影「愛的流刑地」主題歌 c/w「Kiss」 |
| 26th | 2007年2月28日  | 就是喜歡你                                            | 作詞：平井堅 作曲：平井堅 編曲：龜田誠治 | 5        | 日本電視台連續劇「演歌女王」主題歌 c/w「美麗的人」資生堂「ELIXIR SUPERIEUR」電視廣告曲 |
| 27th | 2007年9月12日  | 假星星                                                | 作詞：平井堅 作曲：平井堅 編曲：URU | 6        | 明治製菓「Fran Aromatier」電視廣告曲 |
| 28th | 2008年2月20日  | Canvas／你・好・棒♥                                   | 詞曲：平井堅、編曲：富田恵一 詞曲：平井堅、編曲：AKIRA | 6        | 1A：富士電視台連戲劇「蜂蜜幸運草」主題歌 2A：立頓「Limone」電視廣告曲※本人出演 c/w「Cry & Smile!!」康寶杯湯 電視廣告曲                                                                         |
| 29th | 2008年4月23日  | 即使離別                                              | 作詞：平井堅 作曲：平井堅 編曲：武部聰志 | 19       | 第7張專輯「FAKIN' POP」Recut單曲 電影「記住那片天空」主題歌、 NTT COMMUNICATION「MUSICO」電視廣告曲                                                                                            |
| 30th | 2009年9月23日  | CANDY                                                 | 作詞：平井堅 作曲：櫻井大介 編曲：田中直 | 7        | c/w「Furusa Saida」、「Do it!!」 |
| 31st | 2009年10月21日 | 戀上妳                                                | 作詞：平井堅 作曲：平井堅 編曲：龜田誠治 | 3        | 東寶電影「我的初戀情人」主題歌 c/w「你不孤單」HHK教育台「連續人形活劇新三銃士」片尾曲、 「Catch you」                                                                                          |
| 32nd | 2010年10月13日 | Sing Forever                                          | 作詞：平井堅 作曲：平井堅 編曲：松浦晃久 | 7        | 出道15周年紀念單曲 日本電視台「爽快情報」10月度片尾曲 c/w「太陽」逝世120年梵谷展主題曲、「HOTEL VAMPIRE」                                                                                      |
| 33rd | 2010年11月10日 | 我愛你                                                | 作詞：平井堅 作曲：平井堅 編曲：龜田誠治 | 9        | 電影「新·第六感生死戀」主題歌 c/w「air cameraman」、「Unchained Melody」電影「新六感生死戀」插入歌                                                                                             |
| 34th | 2011年5月4日   | 真愛歲月                                              | 作詞：平井堅、松尾潔 作曲：平井堅 編曲：鈴木Daichi秀行 | 7        | TBS電視台連續劇「仁者俠醫：第二部」主題歌 c/w「Run to you」NEXCO「中日本高速道路」電視廣告曲                                                                                                   |
| 35th | 2012年5月30日  | 告白                                                  | 作詞：平井堅 作曲：平井堅 編曲：龜田誠治 | 5        | 朝日電視台連續劇「W的悲劇」主題歌 c/w「Woman "Wの悲劇"より」同劇插入歌（藥師丸博子翻唱曲） |
| 36th | 2014年4月2日   | グロテスク feat. 安室奈美恵 特異獨行 feat. 安室奈美惠 | 作詞：平井堅 作曲：Matthew Tishler 、 Daniel J.Plante 編曲：Daniel J.Plante                                                                                 | 4        | c/w「桔梗が丘」MISAWA HOME創立45周年電視廣告曲（初回限定盤B、通常盤） 「青空傘下」日本紅十字會捐血活動廣告曲（通常盤）                                                                         |
| 37th | 2014年12月10日 | ソレデモシタイ／おんなじさみしさ 非愛不可／相同的寂寞 | 作詞：平井堅 作曲： Divine Brown、 Aileen De La Cruz、 Adam Royce 編曲：A.BEATard 作詞：平井堅 作曲：Akihisa Matzura、 Olivia Burrell 編曲：Akihisa Matzura | 13       | 「非愛不可」日本電視台節目「今夜比一比」11月份主題曲 「相同的寂寞」NHK電視台連續劇「告別自己」主題曲（初回限定盤、通常盤） c/w「殘響」（通常盤）、「Tomorrow」電影「安妮」日本主題曲（通常盤） |
| 38th | 2015年8月5日   | 君の鼓動は君にしか鳴らせない 唯有妳能鼓動的心跳       | 作詞：平井堅 作曲：平井堅 編曲：龜田誠治 | 18       | TBS電視台連續劇「拿破崙之村」主題歌 c/w「為愛執著」TOYO TIRES電視廣告曲（通常盤） |
| 39th | 2016年5月25日  | Plus One／TIME                                        | 詞曲：平井堅、編曲：UTA 詞曲：平井堅、編曲：鷺巢詩郎 | 15       | 「Plus One」朝日電視台連續劇「Good Partner 無敵律師」主題歌 「TIME」伊勢志摩高峰會應援主題曲                                                                                                   |
| 40th | 2016年6月22日  | 魔法って言っていいかな？ 獻給妳的魔法                 | 作詞：平井堅 作曲：平井堅 編曲：長岡亮介 | 15       | Panasonic 相機「LUMIXTZ85」、「LUMIX GX7 MarkⅡ」電視廣告曲 ※本人出演，與綾瀨遙初共演 c/w「I'myourdog」                                                                                         |
| 41st | 2017年3月1日   | 僕の心をつくってよ 打造我的心                         | 作詞：平井堅 作曲：平井堅 編曲：龜田誠治 | 7        | 電影「大雄的南極冰天雪地大冒險」主題歌 |
| 42nd | 2017年6月7日   | ノンフィクション 真實人生                             | 作詞：平井堅 作曲：平井堅 | 10       | TBS電視台連續劇「使命和正義」主題歌 |
| 43rd | 2018年5月30日  | トドカナイカラ 無法傳達                               | 作詞：平井堅 作曲：平井堅 | 18       | 電影「50回目のファーストキス」主題歌 |
| 44th | 2018年5月30日  | 知らないんでしょ？ 不知道的事                         | 作詞：平井堅 作曲：平井堅 | 16       | 朝日電視台連續劇「未解決の女」主題歌 |
| 45th | 2018年11月28日 | half of me                                            | 作詞：平井堅 作曲：平井堅 | 15       | 富士電視台連續劇「黃昏流星群」主題歌 |
| 46th | 2019年12月4日  | #302                                                  | 作詞：平井堅 作曲：平井堅 | TBA      | TBS電視台連續劇「4分間のマリーゴールド」主題歌 |

### 數位單曲
| 順序 | 發行日期       | 曲名                     | 詞曲                        | 備註                            |
| 1st  | 2013年10月23日 | 桔梗が丘 桔梗之丘        | 詞曲：平井堅 編曲：大橋好規 | MISAWA HOME創立45周年電視廣告曲 |
| 2nd  | 2019年5月29日  | いてもたっても           | 詞曲：平井堅                | 電影「町田君的世界」主題歌      |
| 3rd  | 2020年3月27日  | 怪物さん feat.あいみょん | 詞曲：平井堅                |                                 |

### 原創專輯
| 順序 | 發行日期       | 專輯名稱                        | 銷售排行 | 首周銷售量 | 總銷售量    |
| 1st  | 1995年7月7日   | un-balanced                     | 57       | 6,480張    | 18,100張    |
| 2nd  | 1996年12月1日  | Stare At                        | －       | －         | －          |
| 3rd  | 2000年6月21日  | THE CHANGING SAME 平井堅的歲月  | 1        | 381,180張  | 1,265,296張 |
| 4th  | 2001年7月4日   | gaining through losing 歷久彌堅 | 2        | 578,030張  | 1,080,908張 |
| 5th  | 2003年1月22日  | LIFE is... 生命之歌             | 1        | 351,258張  | 806,133張   |
| 6th  | 2004年11月24日 | SENTIMENTALovers 情深意堅       | 1        | 687,516張  | 1,660,885張 |
| 7th  | 2008年3月12日  | FAKIN' POP 流行堅端             | 2        | 161,038張  | 332,297張   |
| 8th  | 2011年6月8日   | JAPANESE SINGER                 | 3        | 60,054張   | 140,060張   |
| 9th  | 2016年7月6日   | THE STILL LIFE 堅如既往         | 4        | 34,852張   | TBA         |
| 10th | 2021年5月12日  | あなたになりたかった 想要成為你 |          |            | TBA         |

### 精選專輯
| 順序 | 發行日期       | 專輯名稱                                                                                          | 銷售排行 | 首周銷售量 | 總銷售量    | 備註      |
| 1st  | 2005年11月23日 | Ken Hirai 10th Anniversary Complete Single Collection '95-'05 歌バカ 愛歌成痴 平井堅 十年完全精選 | 1        | 927,989張  | 2,106,729張 | A面精選輯 |
| 2nd  | 2010年11月10日 | Ken Hirai 15th Anniversary c/w Collection '95-'10 "裏 歌バカ" 愛歌成狂 15年B面歌曲完全精選        | 5        | 25,732張   | 44,103張    | B面精選輯 |
| 3rd  | 2017年7月12日  | Ken Hirai Singles Best Collection 歌バカ 2 愛歌成痴2 平井堅單曲全精選                             |          |            |             |           |

### 混音專輯
| 順序 | 發行日期       | 專輯名稱                        | 銷售排行 | 首周銷售量 | 總銷售量  |
| 1st  | 2001年11月28日 | Kh re-mixed up 1 平井堅的靜與動 | 6        | 81,300張   | 185,750張 |

### 翻唱專輯
| 順序 | 發行日期       | 專輯名稱                    | 銷售排行 | 首周銷售量 | 總銷售量  |
| 1st  | 2003年12月10日 | Ken's Bar 平井堅的酒吧      | 2        | 163,126張  | 491,645張 |
| 2nd  | 2009年5月27日  | Ken's Bar Ⅱ 平井堅的酒吧II  | 2        | 64,570張   | 122,208張 |
| 3rd  | 2014年5月28日  | Ken's Bar Ⅲ 平井堅的酒吧III | 4        | 30,340張   | 58,319張  |

### 視像專輯（VSH、DVD、Blu-ray）
| 發行日期                     | 作品名稱                                                                                    | 發行型態     | 銷售排行 |
| 1996年12月1日 2004年12月22日 | Ken Hirai Films Vol.1                                                                       | VHS, DVD     | －       |
| 2000年6月21日 2005年12月22日 | Ken Hirai Films Vol.2                                                                       | VHS, DVD     | －       |
| 2001年7月4日                 | Ken Hirai Films vol.3                                                                       | DVD          | 17       |
| 2002年1月30日                | Ken Hirai Films Vol.4 LIVE TOUR 2001 gaining through losing at the BUDOHKAN                 | DVD          | 4        |
| 2003年1月22日                | Ken Hirai Films Vol.5                                                                       | DVD          | 14       |
| 2003年12月10日               | Ken Hirai Films Vol.6 MTV UNPLUGGED KEN HIRAI                                               | DVD          | 8        |
| 2004年11月24日               | Ken Hirai Films Vol.7                                                                       | DVD          | 5        |
| 2005年12月7日 2006年11月22日 | Ken Hirai Films Vol.8 Ken Hirai 10th Anniversary Tour 2005 Final At The Saitama Super Arena | DVD, Blu-ray | 9        |
| 2008年4月23日                | Ken Hirai Films Vol.9                                                                       | DVD          | 49       |
| 2008年12月17日               | Ken Hirai Films Vol.10 Ken Hirai Live Tour 2008 FAKIN' POP                                  | DVD, Blu-ray | 18       |
| 2009年6月10日                | Ken Hirai Films Vol.11 Ken's Bar 10th Anniversary                                           | DVD, Blu-ray | 6        |
| 2012年5月30日                | Ken Hirai Films Vol.12                                                                      | DVD          | 4        |
| 2016年3月23日                | Ken Hirai Films Vol.13 Ken Hirai 20th Anniversary Opening Special!! at Zepp Tokyo           | DVD, Blu-ray | 9        |

### 其他作品

#### 原創單曲
| 曲名                    | 收錄專輯                    | 發行日期                                     | 備註 |
| 君が笑ったら 只要你微笑 | 『せつない ORIGINAL ALBUM』 | 1998年8月26日                                | 1998年朝日電視台連續劇「せつない」劇中歌 ※平井堅初次主演戲劇                                             |
| 女のわかれ道            | 『演歌の女王 DVD-BOX』      | 2007年3月17日 數位下載 2007年6月27日 DVD發行 | 2007年日本電視台連續劇「演歌女王」劇中歌 ※演唱：大河内ひまわり（天海祐希）／詞曲：歌バカ堅三郎（平井堅） |

#### 合作單曲
| 曲目 | 曲名                             | 合作歌手      | 收錄專輯                                | 發行日期       |
| M-3  | moon struck                      | CHAKA         | 『With Friends』                        | 1996年9月21日  |
| M-11 | HOLDING ON TO PROMISES           | GERRY DeVEAUX | 『BACK TO YOU』                         | 1996年12月21日 |
| M-9  | Everlasting Love                 | SKOOP         | 『Mood ４ Luv』                         | 1998年10月21日 |
| M-3  | Full Sail                        | 五島良子      | 『DECADE TO DATE』                      | 2000年4月1日   |
| M-8  | SWEET INSPIRATION                | 鷺巢詩郎      | 『SHIRO′S SONGBOOK 2』                  | 2000年9月13日  |
| M-8  | セントオブアウーマン～夢の香り～ | K DUB SHINE   | 『生きる』                              | 2000年12月13日 |
| M-2  | Eyes on you                      | 中森明菜      | 『Resonancia』                          | 2002年5月26日  |
| M-4  | Got Me A Feeling                 | BONNIE PINK   | 『REMINISCENCE』                        | 2005年6月22日  |
| M-1  | 東京ピエロ 東京小丑              | 大橋トリオ    | 『White 白色』                          | 2012年9月19日  |
| M-1  | さよならレストラン               | 古内東子      | 『and then... ~20th anniversary BEST~』 | 2013年2月20日  |

#### 翻唱單曲
| 曲目 | 曲名                            | 翻唱歌手      | 收錄專輯                                                  | 發行日期      |
| M-3  | You Are The Sunshine Of My Life | Stevie Wonder | 『Conception an interpretation of Stevie Wonder's songs』 | 2003年3月12日 |
| M-3  | When You Wish upon a Star       | Cliff Edwards | 『Mellow Disney: R&B Revisited』                          | 2009年12月9日 |

#### 歌曲提供
- JUJU「かわいそうだよね （with HITSUJI）」（2018年） - 作詞・作曲[1]
- JUJU「ぐらぐら（Gura Gura）」（2025年3月5日發行）- 作詞・作曲[2]

## 電視劇
| 劇名                          | 首播時間                  | 播出單位   | 備註                                                           |
| せつない～TOKYO HEART BREAK～ | 1998年4月 - 08月          | 朝日電視台 | 參與第20話「LAST SONG」演出、平井堅唯一主演連續劇              |
| 演歌女王                      | 2007年1月13日 - 03月17日  | 日本電視台 | 出現於片尾曲片段                                               |
| 我無法戀愛的理由              | 2011年10月17日 - 12月19日 | 富士電視台 | 首集取景當時進行中巡迴演唱會彩排畫面、演唱「アイシテル我愛你」 |

## 廣告演出
| 年份   | 廠商     | 產品                      |
| 2001年 | KIKKOMAN | 「TRIANGLE」燒酒          |
| 2004年 | KIRIN    | 「LAGER BEER」啤酒        |
| 2004年 | TOYOTA   | 「COROLLA FIELDER」休旅車 |
| 2008年 | Lipton   | 「LIMONE」檸檬紅茶        |
| 2008年 | LG       | 「FOMA L705iX」攜帶電話   |

## 書籍
| 書名                                   | 發行日期       | 出版社               | 備註                                              |
| 大きな古時計                           | 2002年8月30日  | 学研パブリッシング   | 古老的大鐘歌詞繪本 平井堅 作、塩田雅紀 繪         |
| 平井堅―軌跡                            | 2003年5月1日   | アールズ             | 平井堅生涯31年足跡                                |
| 10th Anniversary Special Photo Book    | 2005年12月20日 | 学研パブリッシング   | 出道10周年記念寫真書                              |
| 別冊カドカワ 総力特集 平井堅           | 2011年6月8日   | 角川マーケティング   | 出道15周年足跡                                    |
| ミュージシャン×芸人の、本音対談 深ボリ | 2012年9月18日  | マガジンハウス       | 朝日電視台對談節目『ゲストとゲスト』平井堅×吉田敬 |
| Ken's Bar 15th Anniversary Special     | 2013年12月7日  | M-ON!BOOKS           | Ken's Bar十五周年紀念寫真書                       |
| カメダ式J-POP評論 ヒットの理由         | 2014年3月1日   | ORICON ENTERTAINMENT | 第4章「僕らがポップにこだわる理由」與龜田誠治對談 |

## 軼聞
日本富士電視台節目「小知識之泉」把一青窈歌曲的速度播放原本速度及音調的80%，就會與平井堅的聲音非常類似。相同的，只要把平井堅的歌曲播放原本速度及音調的125%，聲音就會與一青窈的聲音非常像。

## 相關連結
- 平井坚官方网站（事务所） （页面存档备份，存于）（日語）
- 平井坚官方网站 （页面存档备份，存于）（日語）
- 平井 堅 YouTube Official Channel  （页面存档备份，存于）（日語）
- Sony BMG 平井堅香港官方網站（繁體中文）